# Температурное напряжение
Температу́рное напряже́ние — вид механического напряжения, возникающего в какой-либо среде вследствие изменения температуры либо неравномерности его распределения.
Температурные напряжения могут возникать как в твёрдых телах, так и в газах.
В твёрдом теле температурные напряжения возникают из-за ограничения возможности теплового расширения (или сжатия) со стороны окружающих частей тела или со стороны других тел, окружающих данное. Температурные напряжения могут быть причиной разрушения деталей машин, сооружений и конструкций. Для предотвращения таких разрушений используют так называемые температурные компенсаторы (зазоры между рельсами, зазоры между блоками плотины, катки на опорах моста и т. п.)
В классической газовой динамике модель сплошной среды исключает возможность возникновения механических напряжений вследствие температурных эффектов, однако при более точном кинетическом рассмотрении газа оказывается, что конвективные явления могут быть вызваны как наличием градиентов температуры в граничных условиях (тепловое скольжение), так и внутри неоднородного газа (термострессовая конвекция).

## Твёрдое тело
Если в теле температура изменяется на величину {\displaystyle T}, то элемент длины {\displaystyle ds} будет иметь новую длину {\displaystyle (1+\alpha T)ds} при условии, что отдельные элементы объёма не встречают препятствия при расширении и, следовательно, не возникают температурные напряжения. Величину {\displaystyle \alpha } называют коэффициентом теплового расширения.
Тензор деформации в декартовых координатах для однородного и изотропного тела принимает простой вид
{\displaystyle \varepsilon _{ij}=\alpha T\delta _{ij}}.
Однако частицы тела обычно препятствуют взаимным изменениям объёма. Вследствие этого возникают температурные напряжения {\displaystyle \sigma _{ij}}, обуславливающие добавочные удлинения и сдвиги согласно формулам классической теории упругости:
{\displaystyle \varepsilon _{ij}={\frac {1}{2G}}\left(\sigma _{ij}-{\frac {\mu }{1+\mu }}\sigma _{kk}\delta _{ij}\right)+\alpha T\delta _{ij}},
где {\displaystyle G} — модуль сдвига, {\displaystyle \mu } — коэффициент Пуассона.
В отсутствие массовых сил система уравнений замыкается условием равновесия:
{\displaystyle {\frac {\partial \sigma _{ij}}{\partial x_{i}}}=0}.
В приведённых формулах подразумевается соглашение Эйнштейна о суммировании по повторяющимся индексам.

## Газ
В феноменологической механике сплошной среды для получения уравнений Навье — Стокса используется закон Ньютона. В общем виде тензор напряжений {\displaystyle \sigma _{ij}} зависит от коэффициентов вязкости {\displaystyle \mu } и второй вязкости {\displaystyle \zeta }:
{\displaystyle \sigma _{ij}=p\delta _{ij}-\mu \left({\frac {\partial u_{i}}{\partial x_{j}}}+{\frac {\partial u_{j}}{\partial x_{i}}}-{\frac {2}{3}}{\frac {\partial u_{k}}{\partial x_{k}}}\delta _{ij}\right)-\zeta {\frac {\partial u_{k}}{\partial x_{k}}}\delta _{ij}}.
Видно, что в рамках классической газодинамики распределение температуры не влияет на механические напряжения. Впервые кинетическое рассмотрение проблемы выполнил Джеймс Максвелл в 1879 году, показав, что в разреженном газе могут возникать напряжения, обусловленные неоднородностью распределения температуры:
{\displaystyle \sigma _{ij}\sim {\frac {\partial ^{2}T}{\partial x_{i}\partial x_{j}}}} и {\displaystyle \sigma _{ij}\sim {\frac {\partial T}{\partial x_{i}}}{\frac {\partial T}{\partial x_{j}}}}.
При асимптотическом анализе уравнения Больцмана можно выделить два типа течений газа первого порядка малости по числу Кнудсена, вызываемые температурными напряжениями. Это тепловое скольжение вдоль твёрдой границы и термострессовая конвекция. Поэтому для более точного описания газа приходится корректировать как сами уравнения Навье — Стокса, так и граничные условия.